# ISO 3166-2:TJ
کد ISO 3166-2:TJ بخشی از استاندارد ایزو ۳۱۶۶ برای کشور تاجیکستان است که توسط سازمان بین‌المللی استانداردسازی ISO تنظیم شده‌است این سازمان، کدهای استاندارد را برای تقسیمات کشوری (ایالت‌ها یا استان‌های) کشورهای فهرست شده در استاندارد ایزو ۳۱۶۶-۱ تعریف می‌کند.
هر کد شامل دو بخش می‌گردد که توسط علامت - جدا می‌گردند.
- بخش نخست TJ که در ایزو ۳۱۶۶-۱ آلفا-۲ کد  کشور تاجیکستان است.
- بخش دوم شامل یک یا دو یا سه حرف است که بیان‌کننده استان یا ایالت کشور تاجیکستان می‌باشد.

## کدها
| کدها  | استان                      | دسته بندی      |
| ----- | -------------------------- | -------------- |
| TJ-GB | ولایت مختار کوهستان بدخشان | استان autonoma |
| TJ-KT | ولایت ختلان                | استان          |
| TJ-SU | ولایت سغد                  | استان          |